# Dmytro Nyemchaninov
Dmytro Nyemchaninov (tiếng Ukraina: Дмитро Андрійович Нємчанінов; sinh ngày 27 tháng 1 năm 1990) là một hậu vệ bóng đá người Ukraina thi đấu cho Olimpik Donetsk theo dạng cho mượn từ Krylia Sovetov Samara.

## Sự nghiệp
Câu lạc bộ đầu tiên của Nyemchaninov là Dynamo Kyiv, nhưng anh không thi đấu trận nào cho đội chính. Tiếp theo, anh đã gần đạt đến việc ký hợp đồng với FC Dnister Ovidiopol tại Ukrainian First League. Anh có màn ra mắt tại Giải bóng đá ngoại hạng Ukraina for FC Volyn vào ngày 14 tháng 7 năm 2013, playing in a match against F.K. Dynamo Kyiv.

## Sự nghiệp quốc tế
Anh được triệu tập vào Đội tuyển bóng đá U-21 quốc gia Ukraina for some matches during 2009, but was not selected for any games.